# Amerikanisches Ehrenmal Château-Thierry

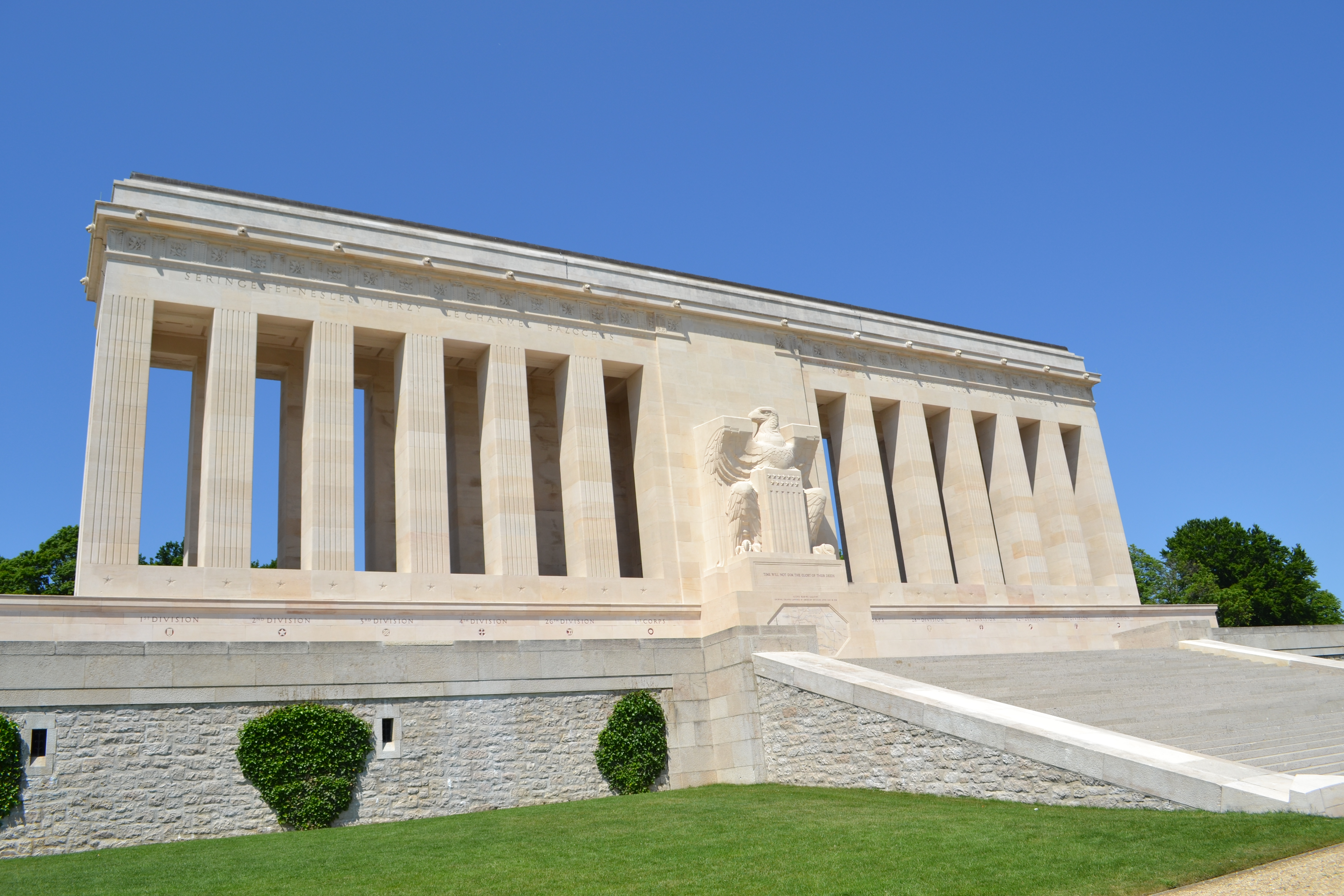
Das Ehrenmal

Das Amerikanische Ehrenmal Château-Thierry, bzw. das Monument américain de Château-Thierry, befindet sich auf den Hügel 204, bietet einen weiten Blick über das Tal der Marne und liegt etwa 87 km östlich von Paris. Unweit (ca. 7,2 km südöstlich) befindet sich der US-amerikanische Ehrenfriedhof Aisne-Marne. Das Ehrenmal würdigt besonders die Beteiligung der amerikanischen Truppen während der Kämpfe von Château-Thierry und Soissons (15. bis 22. Juli 1918) innerhalb der zweiten Marneschlacht. Es wurde von 1929 bis 1932 gebaut und 1933 eingeweiht.

## Beschreibung
Zwei steinerne Pylonen markieren den Eingang zur Gedenkstätte von der Autobahn N-3, die von Paris nach Château-Thierry läuft. Das Denkmal besteht aus einer doppelten Kolonnade, die sich über eine lange Terrasse hinzieht. Auf seiner Westfassade befinden sich allegorische Figuren, die die Vereinigten Staaten und Frankreich darstellen. Der Bildhauer war der französisch-amerikanische Künstler Alfred Bottiau. Die englische Inschrift lautet:
This monument has been erected by the United States of America to commemorate the services of her troops and those of France who fought in this region during the World War. It stands as a lasting symbol of the friendship and cooperation between the French and American Armies.
(Dieses Denkmal von den Vereinigten Staaten von Amerika wurde errichtet, um die Leistungen ihrer Truppen und die von Frankreich, die in dieser Region während des Weltkrieges kämpften, zu würdigen. Es steht als bleibendes Symbol der Freundschaft und Zusammenarbeit zwischen den französisch und amerikanischen Armeen).
Auf seiner Ostfassade ist eine Karte zur Orientierung angebracht.

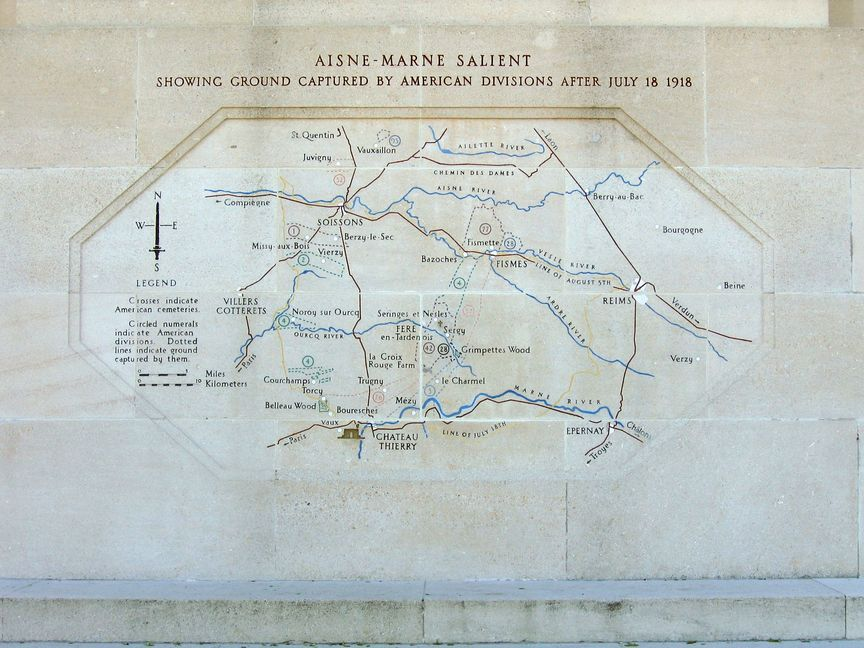
Karte
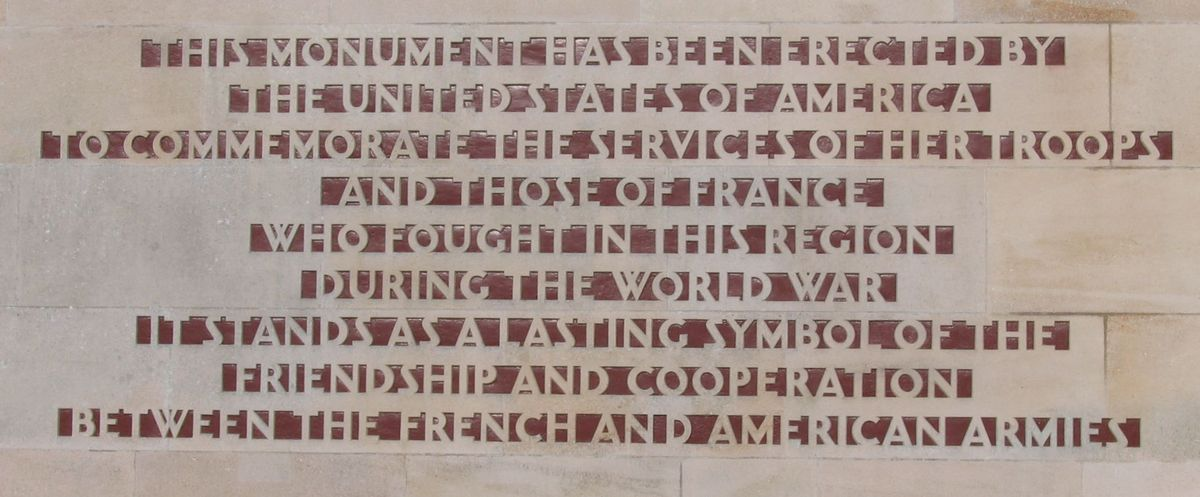
Text